# سيمون كروسبي
سيمون كروسبي (بالإنجليزية: Simon Crosby)‏ هو مهندس وشخصية أعمال جنوب أفريقي، ولد في 1955.